# Franciszek Julian Znamirowski
Franciszek Julian Znamirowski przybrane nazwiska: Jan Babecki, Julian Babecki, Jan Bobowski, J. Zborowicz, ps. „Malarz”, „Narciarz”, „Profesor”, „Profesor Witold”, „Witold” (ur. 15 stycznia 1894 w Starym Sączu, zm. 19 września 1972 w Toronto) – podpułkownik piechoty Polskich Sił Zbrojnych.

## Życiorys
Urodził się 15 stycznia 1894 w rodzinie Wojciecha i Józefy z domu Janik. W rodzinnym mieście ukończył gimnazjum i uczył się malarstwa artystycznego. Przy Towarzystwie „Sokół” czynnie działał w harcerstwie i ruchu sportowo-gimnastycznym, i był piłkarzem drużyny „Poprad-Czarni”. Jako ochotnik służył od sierpnia 1914 w Legionach Polskich w szeregach 2 pułku piechoty. W październiku został ranny w Bitwie pod Mołotkowem, a leczył się w szpitalu w Budapeszcie i Wiedniu, gdzie kontynuował również studia malarskie. Przydzielony w sierpniu 1915 do II batalionu uzupełnień, a w marcu 1916 powrócił do 2 pp. W czerwcu był ponownie ranny pod Gruziatynem. Wraz z całą II Brygadą w lutym 1918 przeszedł front pod Rarańczą i w stopniu sierżanta służył następnie w II Korpusie Polskim na Wschodzie do Bitwy pod Kaniowem. Dostał się wówczas do niewoli niemieckiej, kedy II Korpus został rozwiązany, ale wkrótce zbiegł i następnie działał w Polskiej Organizacji Wojskowej na Ukrainie. Komendant punktu obserwacyjnego w Mohylowie Podolskim od sierpnia 1918, działając na rzecz organizacji werbunkowo-agitacyjnej WP na Ukrainie.
W sierpniu 1919 powrócił do kraju i służył w WP w 45 pułku piechoty Strzelców Kaniowskich na stanowisku dowódcy kompanii w czasie wojny polsko-radzieckiej. Ranny w lipcu 1920, a po wyleczeniu pełnił służbę od 1921 w 72 pułku piechoty, później w 16 pułku piechoty. Wówczas to zorganizował w Starym Sączu nad Popradem ośrodek dla letnich obozów szkolnych hufców PW, a teatr amatorski w Tarnowie i zainicjował wybudowanie Domu Żołnierza. Od 1930 pełnił służbę w Batalionie Sztabowym Ministerstwa Spraw Wojskowych w Warszawie. Oficer sztabu DOK I Warszawa od 1932, a od 1936 szef Wydziału Oświaty, Wychowania i Propagandy KG Junackich Hufców Pracy. Był współinicjatorem widowisk historycznych: Kościuszko pod Racławicami (w Płocku) i Obrona Częstochowy (w Warszawie), imprez Święta Gór (w Zakopanem, Zjazdu Górskiego w Sanoku w 1936, Nowym Sączu, Wiśle) oraz wycieczek włościańskich po Polsce. Redaktor pisma „Służba Pracy” od 1936.
Podczas Kampanii wrześniowej 1939 został przydzielony do 36 pułku piechoty Legii Akademickiej, od 4 września dowódca I batalionu 1 pułku piechoty Obrony Pragi podczas obrony Warszawy. Podczas okupacji używał początkowo dokumentów na nazwisko Jan Bobowski, inwalida wojenny i był krótko kierownikiem szkoły powszechnej, która znajdowała się przy ul. Czerniakowskiej. Później mieszkał przy ul. Jakubowskiej i Bonifraterskiej używając nazwiska Jan Babecki, zaś pod nazwiskiem J. Zborowicz przy ul. Okrąg. Wykorzystując kontakty z żołnierzami swojego batalionu założył 23 listopada organizację konspiracyjną Związek Czynu Zbrojnego, która występowała początkowo pod nazwą „Grupa A”, a po połączeniu z innymi grupami przyjęła 27 lutego 1940 nazwę ZCZ, zostając jej komendantem głównym. ZCZ zamierzał stać się krajową ekspozyturą Polskich Sił Zbrojnych na Zachodzie, podległą bezpośrednio Naczelnemu Wodzowi gen. Władysławowi Sikorskiemu, dlatego nastąpiło nawiązanie kontaktu przez Znamirowskiego z córką Sikorskiego Zofią Leśniowską w styczniu 1940, a następnie bliski kontakt z komendantem głównym Organizacji Wojskowej Witoldem Orzechowskim, który w marcu złożył przysięgę ZCZ.
2 czerwca 1943 został aresztowany pod nazwiskiem Julian Babecki w lokalu konspiracyjnym, którym był sklep papierniczy Karola Borsuka przy ul. Wspólnej 6 i osadzony na Pawiaku. 24 sierpnia wywieziony do obozu koncentracyjnego w Oświęcimiu, 6 listopada 1943 do Mauthausen, zaś 8 listopada do Gusen. 5 maja 1945 obóz wyzwoliły oddziały amerykańskie, a następnie był współorganizatorem i pierwszym przewodniczącym Ośrodka Polskiego w Linzu. Jako delegat tego ośrodka 16 maja przybył samolotem do Londynu, by zabiegać o pomoc dla byłych więźniów obozów koncentracyjnych, i 4 czerwca 1945 wygłosił przemówienie w tej sprawie w BBC. W maju przeniesiony początkowo do dyspozycji Oddziału VI Specjalnego Sztabu Naczelnego Wodza, gdzie miał zostać kierownikiem Bazy Łączności „Kura” pod nowym pseudonimem „Malarz”, ale nie doszło ono jednak do skutku. Przydzielony został w październiku 1945 do Centrum Wyszkolenia Piechoty, a następnie służył w 4 Dywizji Piechoty aż do demobilizacji w 1948.
W Londynie w 1945 spotkał swojego ostatniego dowódcę oraz przyjaciela z Legionów, Antoniego Chruściela ps. „Monter”, „Drapacz”, który zaproponował Znamirowskiemu wykonanie zadania z rozkazu generała Stanisława Tatara. Znamirowski zdecydował się na ponowne działanie na rzecz kraju, w 1946 przebywał jako emisariusz w Bawarii oraz w Austrii Górnej, w okupowanych Niemczech miał dokonać inspekcji jednostek NSZ-u oraz przekonać ich dowódców do lojalności względem Rządu Londyńskiego. Ponadto do Austrii transportował pieniądze z Londynu, które przekazał emisariuszom w obozie polskich dipisów w Katzenau w celu ich przewiezienia do kraju, i to zadanie wykonał.
Osiadł w Birmingham, utrzymując się z prac malarskich i dekoratorskich. Od maja 1948 przewodniczący Oddziału Koła AK w Szkocji. Organizator zrzeszenia polskich chórów w środkowej Anglii, honorowy prezes chóru „Echo”. Przeniósł się w 1962 do Kanady, gdzie mieszkał w Rexdale, później w Toronto. Kierownik programowy Komitetu Głównego Kongresu Polonii Kanadyjskiej. 
Zmarł w Toronto 19 września 1972 i pochowany został na miejscowym cmentarzu.

## Awanse
- kapitan – zweryfikowany 3 maja 1922 roku ze starszeństwem z dniem 1 czerwca 1919 w korpusie oficerów piechoty
- major – ze starszeństwem z dniem 19 marca 1938
- podpułkownik – 3 maja 1943

## Ordery i odznaczenia
- Krzyż Niepodległości (6 czerwca 1931)[10]
- Krzyż Walecznych (czterokrotnie, trzykrotnie w 1922)
- Medal Wojska (dwukrotnie 1946)
- Złoty Krzyż Zasługi
- Srebrny Krzyż Zasługi (11 listopada 1936)[11]
- Krzyż Armii Krajowej (1968)